# Nadelspiel

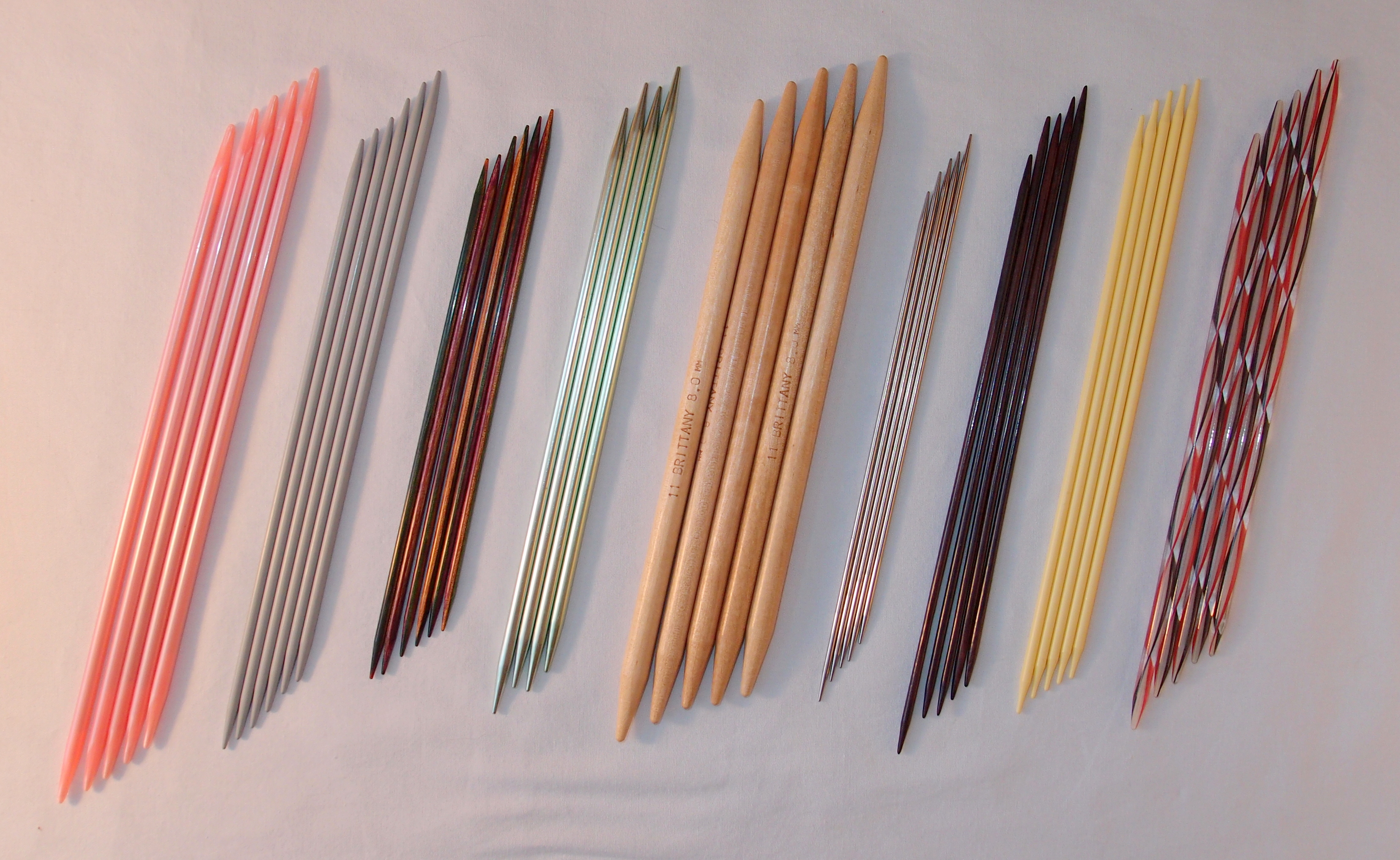
Nadelspiele aus verschiedenen Materialien

Ein Nadelspiel wird zum Stricken verwendet und besteht aus fünf, im englischsprachigen Raum oft nur vier gleichen Stricknadeln. Diese sind, im Gegensatz zu anderen starren Stricknadeln, mit zwei zugespitzten Enden ausgestattet. Sie können aus den unterschiedlichsten Materialien hergestellt werden, z. B. Holz, Metall (mit verschiedenen Oberflächen), Bambus oder Kunststoff, um die gängigsten zu nennen. Die Längen variieren von 10 bis 40 cm, wobei die längsten in Deutschland heute nicht mehr gebräuchlich sind, wohl aber im angelsächsischen Raum. In Deutschland wurden die langen Spielnadeln durch Rundstricknadeln verdrängt.
Nadelspiele werden fast ausschließlich für das Stricken in der Runde benutzt. Je nach Größe des Strickstückes variieren die Längen der Nadeln. 10 cm lange Nadeln werden zum Stricken der Finger von Fingerhandschuhen benutzt, 40 cm lange zum Stricken von Pullovern. Grundsätzlich ist es aber möglich, auch mit sehr langen Nadeln kleine Strickstücke anzufertigen.